# Пончик с сидром
Пончики с сидром (англ. Cider doughnut, apple cider doughnuts) — это американские пончики, которые готовят с использованием яблочного сидра, а также для аромата добавляют корицу, мускатный орех. По традиции их употребляют осенью, в канун сбора урожая на северо-востоке США, а также иногда продают на заводах по производству сидра. Их часто подают вместе с яблочным сидром и они могут быть покрыты корицей и/или сахарным песком.
Сезон пончиков с сидром совпадает с сезоном сбора урожая яблок, который начинается в сентябре и длится до ноября или декабря. Согласно Food & Wine , «круглогодичные» пончики с сидром, вероятно, страдают от нехватки свежевыжатого сидра и лучше всего покупать их свежими, пока они не высохли. Пончики продаются в продуктовых магазинах уже в августе, а также предлагаются как сезонный товар в Dunkin' Donuts.
Их часто берут с собой во время походов в лес для любования листопадом и сбора яблок.

## История
Пончики с сидром появились еще в конце девятнадцатого века; в статье The Buffalo Enquirer за 1901 год упоминается, что их подавали на вечеринках в честь Хэллоуина. Пончики долгое время ассоциировались с осенним сезоном сбора урожая в Соединенных Штатах, поскольку забой животных приводил к появлению излишков жира для жарки. Кондитерское изделие, вероятно, появилось после изобретения Адольфом Левиттом в 1921 году машины для приготовления пончиков, которая позволяла производителям методично обжаривать круги из теста в масле. Фермерские лавки, продававшие сидр, быстро переняли новое приспособление.
Первый коммерчески произведенный пончик с сидром, возможно, был предложен в 1951 году корпорацией Donut Corporation of America. «Сладкий пончик с сидром» этой компании был описан в The New York Times как «пряное круглое пирожное, которое, как ожидается, будет иметь настоящий осенний вкус» .

## Галерея
- Пончики с сидром
- Веганский пончик с сидром